# 허일상
허일상(許一相, 1979년 12월 21일 ~ )은 전 KBO리그 선수이자, 현 대한민국 여자 야구 국가대표팀의 감독이다.

## 선수 경력
2002년 신인드래프트 3라운드에 롯데 자이언츠에 지명되었다. 그해 데뷔 첫 타석에서 홈런을 기록하였다. 백업으로 출전하다가 2004년 병역비리에 연루되어 상무에 입대하였고, 제대 후에 강민호에 밀려 2007년 이후 롯데 자이언츠에서 방출되었다. 2008년 SK 와이번스에 입단하였다. 2009년 2경기 출전 1타수 1안타를 기록후에 방출되었다.

## 지도자 경력
2011년 상무 배터리코치를 시작으로, SK 와이번스, 신일고등학교에서 코치를 하다가 대한민국 여자 야구 국가대표팀 코치와 감독을 하고있다.

## 출신 학교
- 서울학동초등학교
- 휘문중학교
- 덕수정보산업고등학교
- 단국대학교

## 기타
배우 안재모와 단국대학교 동기며, 절친이다.